# Varnavinskij rajon
Il Varnavinskij rajon (in russo Варнавинский район?) è un rajon dell'Oblast' di Nižnij Novgorod, nella Russia europea; il capoluogo è Varnavino.